# Za obzorem čeká svět

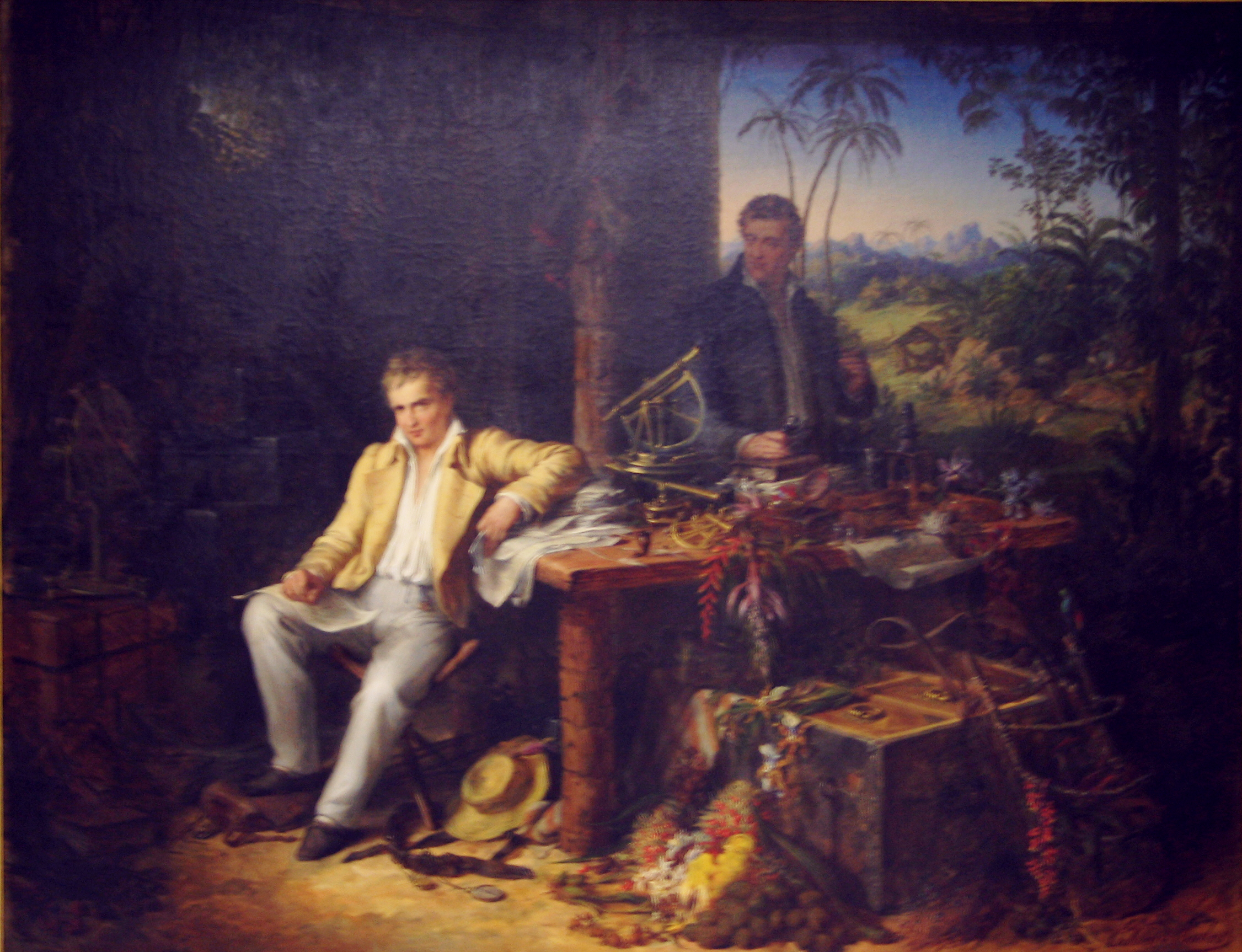
Humboldt a Bonpland v pralesní chatě

Za obzorem čeká svět je název českého vydání dobrodružného románu pro mládež Alexander v. Humboldt erforscht die Welt (1952, Alexander von Humboldt zkoumá svět), který napsal německý spisovatel M. Z. Thomas (vlastním jménem Thomas Michael Zottmann). Román zachycuje životní osudy světoznámého německého přírodovědce a cestovatele Alexandra von Humboldta (1769–1859).

## Obsah románu

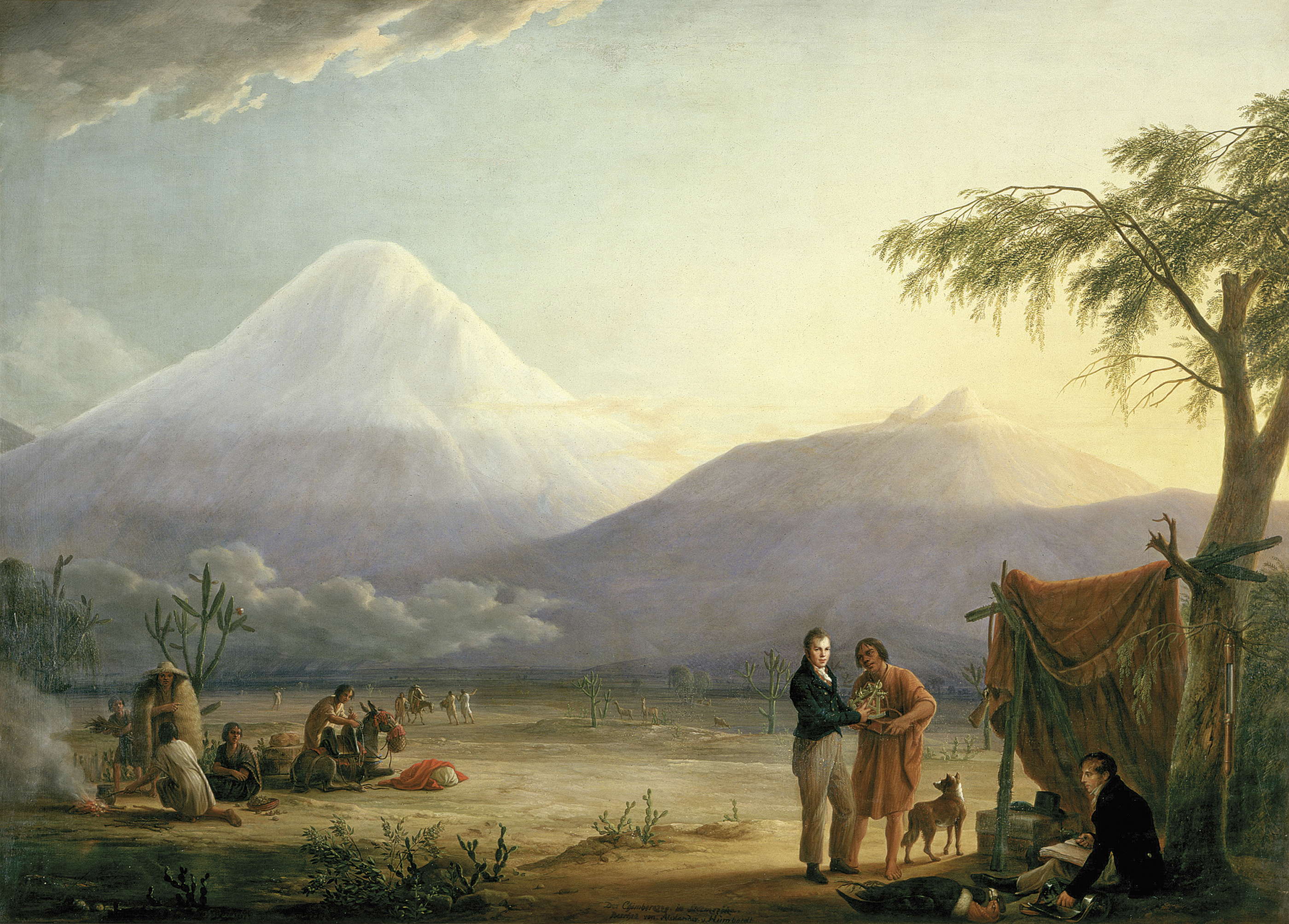
Humboldt pod vulkánem Chimborazo

Román začíná v době, kdy Alexandrovi von Humboldtovi bylo deset let. Již od malička toužil být cestovatelem a dostat se do dosud neprozkoumaných míst Jižní Ameriky. Trvalo však dlouho, než se jeho přání splnilo. Nejprve se z něho díky působení matky stal všestranně vychovaný muž, který mohl začít pracovat na uskutečnění svého snu. Jeho plány na jihoamerickou expedici mu však neustále něco hatilo. Zprvu cestoval po Evropě a marně hledal vhodného společníka. Pak mu výpravu znemožňovalo politické napětí na kontinentu. V červnu roku 1799 se konečně mohl na základě doporučení španělského krále Karla IV. vydat z přístavu La Coruña na cestu. Doprovázel jej jeho přítel, francouzský botanik Aimé Jacques Alexandre Bonpland (1773–1858), o kterém Humboldt prohlásil: „Přítele tak věrného a odvážného již nikdy nenajdu“. Španělské přístavy však v té době blokovaly britské válečné lodě, mezi nimiž bylo nutno v mlze za cenu velkého nebezpečí proniknout.
Po přistání v Cumaná ve Venezuele se oba přátelé vydali do Caracasu a odtud do neprobádané džungle kolem Orinoka a Amazonky, kam do té doby nevkročila lidská noha. Na výpravě museli překonat mnohá nebezpečí a často jim šlo o život. Při neúspěšném výstupu na stratovulkán Chimborazo se dostali až do výše pět tisíc devět set metrů (čtyři sta metrů pod vrchol), což byla do té doby největší výška, jaké kdy člověk dosáhl. Navštívili rovněž Mexiko a Kubu. Po krátkém pobytu v USA, kde byli přijati v Bílém domě jako hosté prezidenta Thomase Jeffersona, se vydali zpět do Evropy, kam se vrátili v srpnu roku 1804.
Po návratu do Evropy žil Humboldt v Paříži a vydal o své cestě několik knih, zejména Ansichten der Natur (1808, Obrazy z přírody), což ho přivedlo téměř na mizinu. Pomohli mu jeho přátelé a Pruská akademie věd v Berlíně, která mu přidělila stálý roční plat. S Bonplandem plánoval cestu do Indie, ale výprava byla ze strany britských úřadů zřejmě z politických důvodů neustále torpédována. Nakonec Bonpland přijal nabídku stát se profesorem přírodopisu v Buenos Aires a odjel roku 1816 do Argentiny. Své místo však brzy opustil, aby mohl prozkoumat centrální část Jižní Ameriky. Roku 1821 založil v blízkosti řeky Paraná kolonii Santa Ana na území nárokovaném Argentinou a Paraguayí, kde k nelibosti paraguayského diktátora Joého Gaspara Rodrigueue de Francii pěstoval cesmínu paraguayskou, z níž se připravuje nápoj maté. Francia si totiž na jeho produkci nárokoval monopol. Kolonie byla zničena a Bonpland byl bezdůvodně držen v zajetí až do roku 1831. 
Mezitím se Humboldt vydal roku 1829 do Ruska, kde byl v Petrohradě přijat carem Mikulášem I. Jeho další cesta vedla přes Moskvu, Nižnij Novgorod, Kazaň, Perm a Ural do Jekatěrinburgu a dále napříč Sibiří až k hranicím Číny a pak zpátky přes Orenburg a Astrachaň k deltě Volhy. Na cestě se mu podařilo pro carevnu Alexandru Fjodorovnu najít první ruský diamant, který jí věnoval po návratu do Petrohradu.
Celé vypravování končí popisem toho, jak Humboldt vydal své nejslavnější dílo Der Kosmos, ve kterém popsal celý materiální svět a shrnul v něm vše, co bylo v té době známo o jevech kosmického prostoru a o životě na Zemi. První dva díly vyšly roku 1845 a 1847, třetí roku 1850, čtvrtý roku 1858 a pátý až po jeho smrti roku 1862. Se svým přítelem Bonplandem, který zemřel roku 1858 v Argentině, se Humboldt již nikdy osobně nesetkal.

## Česká vydání
- Za obzorem čeká svět. Překlad František Gel; ilustrace Jan Javorský. Praha: Albatros, 1969. (Knihy odvahy a dobrodružství; sv. 114).